# فهرست موسیقی‌دانان
- فهرست موسیقی‌دانان آلترنتیو کانتری
- فهرست موسیقی‌دانان آلترنتیو متال
- فهرست موسیقی‌دانان آلترنتیو راک
- فهرست هنرمندان موسیقی امبینت
- فهرست موسیقی‌دانان آنارشیست
- فهرست گروه‌های موسیقی آنارکو-پانک
- فهرست گروه‌ها و هنرمندان موسیقی آنتی-فولک
- فهرست گروه‌های بلک متال
- فهرست موسیقی‌دانان بلوز
- فهرست موسیقی‌دانان بوگی ووگی
- فهرست موسیقی‌دانان بریتیش بلوز
- List of British Music Hall musicians
- فهرست موسیقی‌دانان بریت‌پاپ
- فهرست موسیقی‌دانان کالیپسو
- List of Cape Breton fiddlers
- فهرست موسیقی‌دانان کلتیک
- List of Comedy bands
- فهرست موسیقی‌دانان کانتری
- List of country music performers
- فهرست خوانندگان نغمه‌های استاندارد پاپ
- فهرست گروه‌های کراست پانک
- فهرست گروه‌های دث‌کور
- فهرست گروه‌های دث متال
- فهرست هنرمندان موسیقی دیسکو
- فهرست گروه‌های دوم متال
- فهرست موسیقی‌دانان دو-واپ
- فهرست هنرمندان موسیقی دریم پاپ
- فهرست هنرمندان موسیقی داب
- فهرست موسیقی‌دانان داب‌استپ
- فهرست گروه‌های موسیقی ایمو
- فهرست موسیقی‌دانان تجربی (موسیقی اکسپریمنتال)
- فهرست خوانندگان زن سبک راک
- فهرست گروه‌های فولک متال
- فهرست موسیقی‌دانان فولک
- فهرست پیشگامان موسیقی پانک (حدود سال‌های ۱۹۶۸ تا ۱۹۷۶)
- فهرست موسیقی‌دانان بداهه‌نواز
- فهرست موسیقی‌دانان گاسپل
- فهرست گروه‌های گوتیک متال
- فهرست گروه‌های گوتیک راک
- فهرست هنرمندان موسیقی گرایم
- فهرست گروه‌های هاردکور پانک
- فهرست گروه‌های هوی متال
- فهرست موسیقی‌دانان هیپ هاپ
- فهرست گروه‌های هارر پانک
- فهرست هنرمندان موسیقی هاوس
- فهرست موسیقی‌دانان ایلبینت
- فهرست موسیقی‌دانان ایندی راک
- فهرست هنرمندان موسیقی ایندی پاپ
- فهرست گروه‌های اینداستریال متال
- فهرست هنرمندان موسیقی جی-پاپ (پاپ ژاپنی)
- فهرست هنرمندان موسیقی جپن‌نویز
- فهرست موسیقی‌دانان جَز
- فهرست موسیقی‌دانان جَز فیوژن
- فهرست هنرمندان موسیقی جانگل و درام ان باس
- فهرست هنرمندان موسیقی کی-پاپ (پاپ کُره‌ای)
- فهرست هنرمندان موسیقی مِرِنگِه
- فهرست هنرمندان موسیقی مینیمال
- فهرست موسیقی‌دانان موج اول موسیقی پانک (حدود سال‌های ۱۹۷۶ تا ۱۹۸۰)
- فهرست موسیقی‌دانان موج دوم موسیقی پانک (۱۹۸۰ تاکنون)
- فهرست هنرمندان موسیقی بومی آمریکا
- فهرست هنرمندان موسیقی عصر نو
- فهرست گروه‌ها و هنرمندان موسیقی موج نو
- فهرست هنرمندان موسیقی نویز
- فهرست نوازندگان پیانو سبک راک و پاپ
- فهرست گروه‌های پاپ پانک
- فهرست گروه‌های پُست-راک
- فهرست گروه‌های پاور متال
- فهرست گروه‌های پراگرسیو متال
- فهرست گروه‌های موسیقی پانک
- فهرست موسیقی‌دانان آراندبی
- فهرست موسیقی‌دانان رَگ‌تایم
- فهرست موسیقی‌دانان رِگِی
- فهرست موسیقی‌دانان رِگِی‌تُن
- فهرست موسیقی‌دانان شاک راک
- فهرست موسیقی‌دانان شوگیزینگ
- فهرست موسیقی‌دانان اسکا
- List of smooth jazz performers
- فهرست هنرمندان موسیقی سول
- فهرست گروه‌های استریت‌پانک
- فهرست موسیقی‌دانان سرف راک
- List of surf musicians
- فهرست هنرمندان موسیقی سینث‌پاپ
- فهرست گروه‌های ترش متال
- List of video game musicians
- فهرست گروه‌های وایکینگ متال

## فهرست بر اساس ساز
- فهرست نوازندگان آکاردئون
- فهرست نوازندگان بانجو
- فهرست نوازندگان گیتار باس
- فهرست نوازندگان فاگوت
- فهرست بیت‌باکسرها
- فهرست نوازندگان ویلونسل
- فهرست نوازندگان درامز
- فهرست نوازندگان گیتار
- فهرست نوازندگان سنتور چکش
- فهرست نوازندگان هارپسیکورد
- فهرست نوازندگان فرنچ هورن
- فهرست نوازندگان گیتار لید
- فهرست نوازندگان ابوا
- فهرست نوازندگان اُرگ
- فهرست turntablists
- فهرست نوازندگان ترومپت
- فهرست نوازندگان گیتار ریتم
- فهرست نوازندگان ساکسوفون
- فهرست نوازندگان ویلون
- فهرست نوازندگان ویولا
- فهرست نوازندگان کنترباس کلاسیک
- فهرست نوازندگان کلارینت کلاسیک
- فهرست نوازندگان پیانو کلاسیک
- فهرست نوازندگان گیتار بیس جَز
- فهرست نوازندگان کلارینت جَز
- فهرست نوازندگان درامز جَز
- فهرست نوازندگان گیتار جَز
- فهرست نوازندگان پیانو جَز
- فهرست نوازندگان ساکسوفون جَز
- فهرست نوازندگان ترومبون جَز
- فهرست نوازندگان ترومپت جَز

## فهرست بر اساس کشور
- فهرست موسیقی‌دانان اهل بلژیک
- فهرست موسیقی‌دانان اهل بلغارستان
- فهرست موسیقی‌دانان اهل بلاروس
- فهرست موسیقی‌دانان اهل کانادا
- فهرست موسیقی‌دانان اهل چین
- فهرست موسیقی‌دانان اهل هلند
- فهرست موسیقی‌دانان اهل آلمان
- فهرست موسیقی‌دانان اهل یونان
- فهرست موسیقی‌دانان بومی اهل استرالیا
- فهرست موسیقی‌دانان اهل هند
- فهرست موسیقی‌دانان اهل اندونزی
- چهره‌های موسیقی ایرانی
- فهرست خوانندگان اهل ایران
- فهرست نوازندگان ایرانی
- فهرست هنرمندان موسیقی اهل اسرائیل
- فهرست موسیقی‌دانان اهل ژاپن
- فهرست موسیقی‌دانان اهل کره
- فهرست موسیقی‌دانان راک اهل آمریکای لاتین
- فهرست هنرمندان موسیقی بومی آمریکا
- فهرست موسیقی‌دانان اهل نیوزیلند
- فهرست موسیقی‌دانان اهل پاکستان
- فهرست موسیقی‌دانان اهل پرتغال
- فهرست موسیقی‌دانان اسلاو
- فهرست موسیقی‌دانان اهل صربستان
- فهرست موسیقی‌دانان اهل سری‌لانکا
- فهرست هنرمندان موسیقی آفریقایی
- فهرست lead vocalists
- فهرست نوازندگان که فوت کرد به دلیل اعتیاد به الکل